# Mittelohr

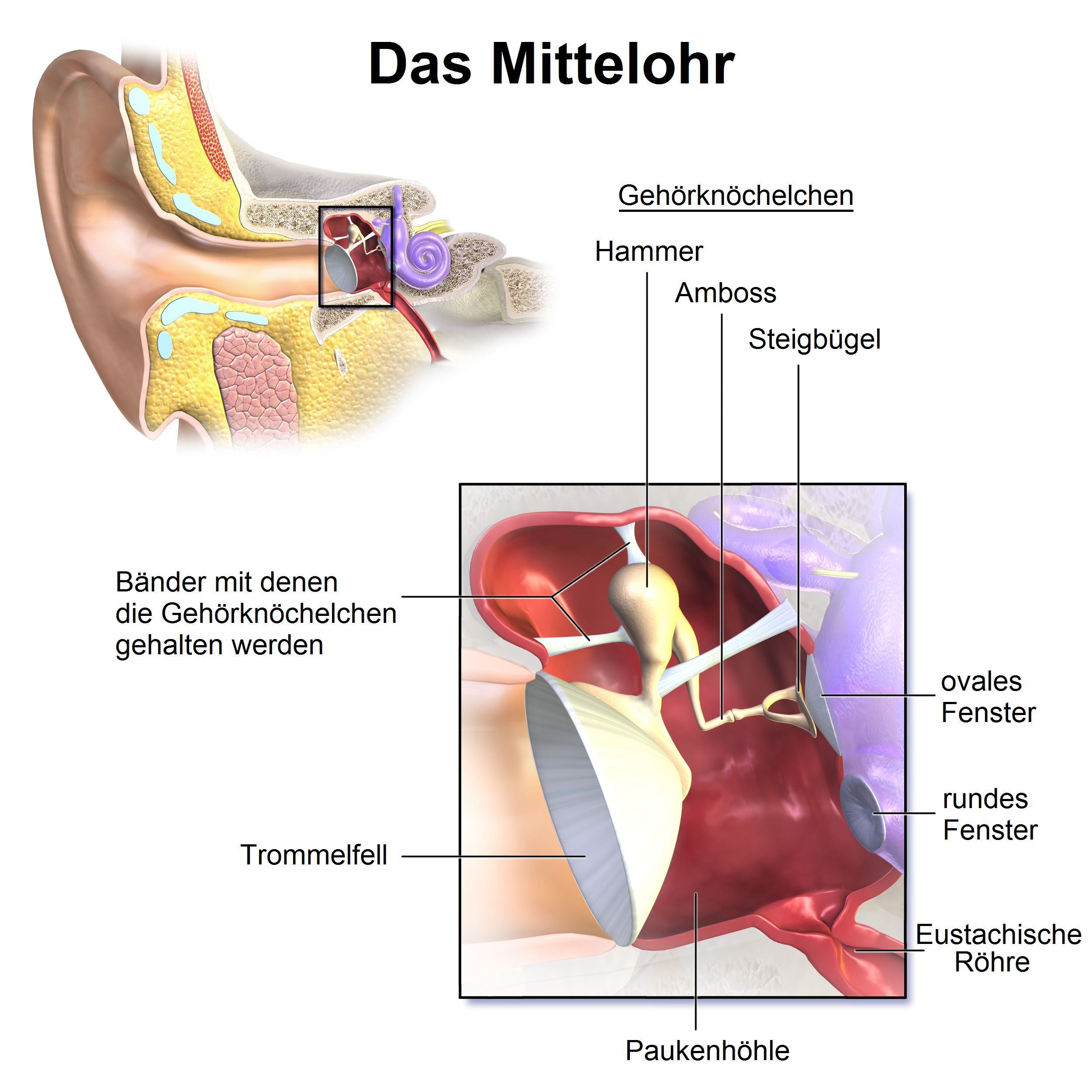
Lage und Bau des Mittelohrs beim Menschen

Das Mittelohr (lat.: Auris media) ist ein Bestandteil des Ohres des Menschen, aber auch der anderen landlebenden Wirbeltiere.
Es besteht aus einer Höhle, die sich an den beiden Seiten des Schädels befindet. Diese Paukenhöhle (Cavum tympani) entsteht embryonal aus der ersten Schlundtasche. Sie ist mit Luft gefüllt und mit einer Schleimhaut ausgekleidet, die fest mit der Knochenhaut (Periost) verbunden ist. Über die Eustachi-Röhre („Ohrtrompete“) ist das Mittelohr mit dem Rachenraum verbunden. Über sie findet ein Druckausgleich gegenüber der Außenwelt statt.

## Gehörknöchelchen

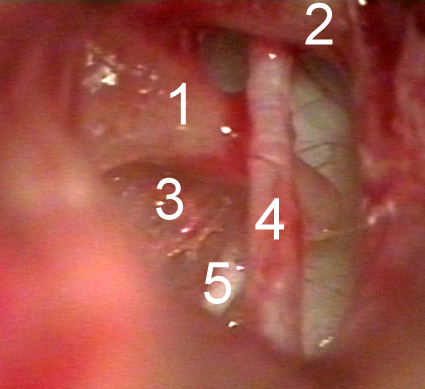
Einblick in das Mittelohr bei operativer Eröffnung des Trommelfells:
(1) langer Ambossschenkel,
(2) Hammergriff,
(3) Steigbügelfußplatte mit Kreis des Pilotlasers,
(4) Chorda tympani,
(5) Sehne des Steigbügelmuskels (Musculus stapedius)

Im Mittelohr befinden sich die winzigen Gehörknöchelchen, die das Außenohr mit dem Innenohr verbinden. Mit dem Trommelfell (Membrana tympani) ist der Griff des Hammers (Malleus) verwachsen. Der Hammer ist gelenkig mit dem Amboss (Incus) verbunden, der wiederum mit dem Steigbügel (Stapes) in Kontakt steht. Der Steigbügel ist mit seiner Fußplatte beweglich in das ovale Fenster (Fenestra ovalis oder vestibularis) des Innenohrs (Auris interna) eingepasst.
Die Gehörknöchelchen sind durch feine Bänder und Muskeln beweglich aufgehängt. Sie bilden ein Hebelsystem, das die Schwingungen des Trommelfells mechanisch auf das Innenohr überträgt. Da die Schwingungen von einem luftgefüllten Raum auf einen mit Flüssigkeit gefüllten Raum (Cochlea) übertragen werden müssen, muss eine Verstärkung des Signals stattfinden. Diese Signalverstärkung wird zum einen durch die Hebelwirkungen der Gehörknöchelchen erreicht, zum anderen dadurch, dass das Trommelfell eine größere Fläche besitzt als das ovale Fenster. So findet eine Schalldruckerhöhung statt. Im Bereich zwischen 1 und 3 kHz ist diese Ankopplung optimal, etwa 60 % der gesamten Schallleistung werden vom Trommelfell auf das Innenohr übertragen. Bei tieferen Frequenzen, aber auch im Hochtonbereich wirkt dieser Mechanismus deutlich weniger.

## Mittelohrmuskeln
Mit Hilfe von zwei kleinen Muskeln können die Eigenschaften der Schallübertragung verändert werden: Der Musculus tensor tympani setzt am Hammer an und spannt das Trommelfell. Der Musculus stapedius setzt am Steigbügel an und verkantet die Steigbügelplatte im ovalen Fenster. Hierdurch wird die Ankopplung des Trommelfells an das Innenohr verschlechtert, es wird nicht mehr die gesamte Schallleistung an das Innenohr übertragen, sondern ein Teil wird am Trommelfell reflektiert bzw. in die umgebenden Knochen abgeleitet. Hierdurch kann sich das Gehör in gewissen Grenzen vor einer Schädigung durch zu hohen Schalldruck schützen.
Am Schutzmechanismus gegen hohe Schallpegel ist nur der Musculus stapedius beteiligt, er kontrahiert sich als Folge des Stapediusreflexes, der durch lauten Schall ausgelöst wird. Der Stapediusreflex setzt bei Schallpegeln von 70 bis 95 dB (Stapediusreflexschwelle) ein und ist etwa 50 ms nach Einsatz des Schalls wirksam. Der Stapediusreflex wirkt an beiden Ohren, selbst wenn nur ein Ohr mit hohem Schallpegel beschallt wird. Durch eine Impedanzmessung am äußeren Gehörgang kann man den Einsatz des Stapediusreflexes beobachten und dies zu diagnostischen Zwecken nutzen.

## Phylogenese

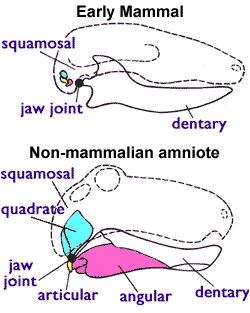
Kiefergelenke von Säugern und Nichtsäugern. Bei den Säugern sind Quadratum und Articulare wesentlich kleiner und sind Teil des Mittelohrs. Bei Säugetieren besteht außerdem der Unterkiefer nur aus dem Dentale.

Das Kiefergelenk (lat. Articulatio temporo-mandibularis) ist die bewegliche Verbindung zwischen dem Unterkiefer und dem übrigen Schädel. Bei den Wirbeltieren, genauer ab den Kiefermäulern (Gnathostomata), wird mit Ausnahme der Säugetiere (Evolution der Säugetiere) das Kiefergelenk durch eine Verbindung zwischen Os articulare und Os quadratum (primäres Kiefergelenk) gebildet, das aus dem ersten Kiemenbogen hervorgeht.
Diese beiden Knochen sind bei den Säugetieren (Therapsiden, Evolution der Säugetiere) zu zwei der drei Gehörknöchelchen evolviert und formen bei ihnen das Gelenk zwischen Hammer und Amboss. Das Kiefergelenk der Säugetiere ist daher ein sekundäres Kiefergelenk und wird vom Gelenkknochen des Unterkiefers und dem Schuppenteil des Schläfenbeins gebildet und in das Cavum tympani verlagert.
Somit sind die Kieferknochen (Articulare, ein kleiner Knochen am Hinterende des Unterkiefers, und Quadratum, ein kleiner Knochen am Hinterende des Oberkiefers) der Amnioten bei den Säugetieren in das Mittelohr gewandert. Dadurch kann eine bessere Übertragung des akustischen Signals erreicht werden. Die frühesten Amnioten besaßen ein Kiefergelenk, das aus dem Articulare und dem Quadratum zusammengesetzt war. Sämtliche nichtsäugetierartigen Amnioten (Echsen, Krokodile, Dinosaurier mit ihren Nachfahren, den Vögeln, und Therapsiden) zeichnen sich durch dieses Kiefergelenk aus. Die Säugetiere benutzen jedoch ein anderes Kiefergelenksystem, welches nur aus den Deckknochen Dentale (dem zahntragenden Unterkieferknochen) und Squamosum (kleiner Schädelknochen) aufgebaut ist. Bei den Säugetieren wurden das Quadratum und das Articulare zum Amboss (Incus) beziehungsweise zum Hammer (Malleus) im Mittelohr.

## Erkrankungen
- Eine Entzündung des Mittelohrs wird als Otitis media (Mittelohrentzündung) bezeichnet.
- Paukenerguss (Serotympanon) ist eine Ansammlung von Flüssigkeit im Mittelohr.